# Cerkiew Zaśnięcia Najświętszej Maryi Panny w Zabłudowie
Cerkiew pod wezwaniem Zaśnięcia Przenajświętszej Bogurodzicy – prawosławna cerkiew parafialna w Zabłudowie. Należy do dekanatu Białystok diecezji białostocko-gdańskiej Polskiego Autokefalicznego Kościoła Prawosławnego.
Świątynia mieści się przy ulicy Cerkiewnej, po południowo-wschodniej stronie rynku.
Cerkiew została wybudowana w latach 1847–1855. Posiada elementy architektury ruskiej. Wewnątrz znajduje się ikonostas wykonany w 1979.
Świątynię wpisano do rejestru zabytków 9 stycznia 1985 pod nr 593.

## Galeria

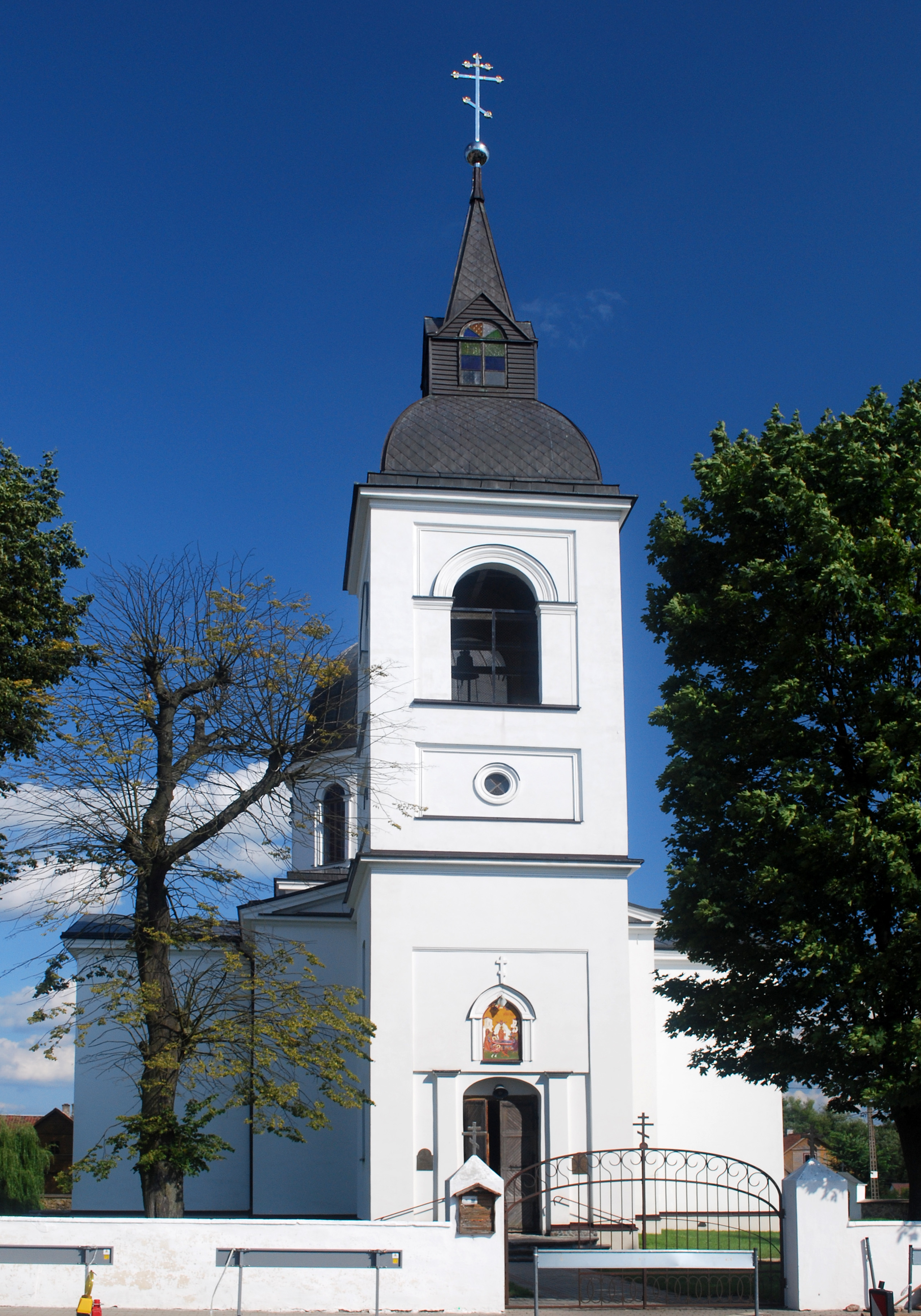
Cerkiew od frontu
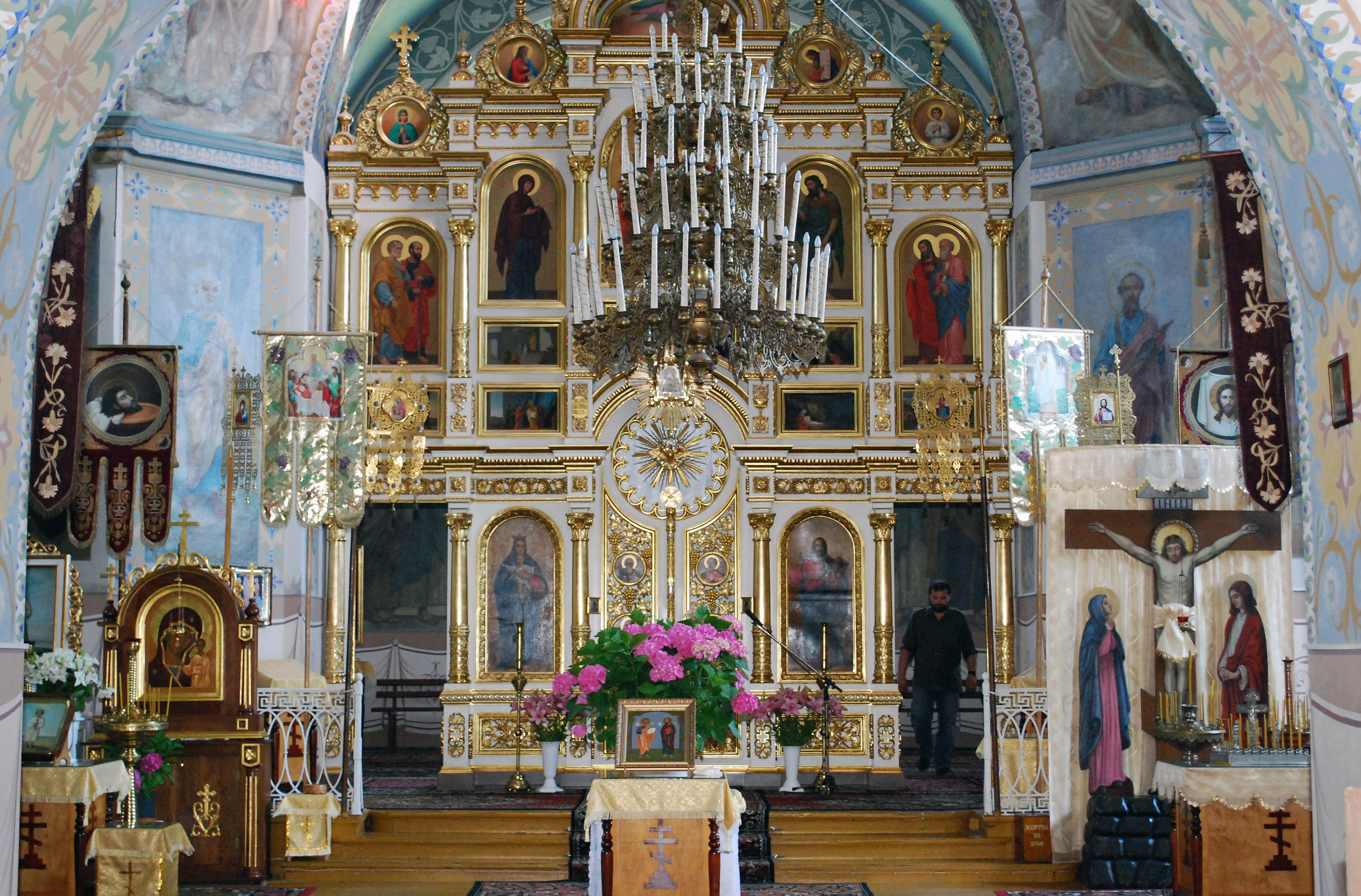
Wnętrze cerkwi